# Les Côtes-d'Arey
Les Côtes-d'Arey là một xã thuộc tỉnh Isère, vùng Rhône-Alpes đông nam nước Pháp. Xã này nằm ở khu vực có độ cao từ 217-409 mét trên mực nước biển.